# オレたち☆妄想族〜関根勤の頭の中〜
オレたち☆妄想族〜関根勤の頭の中〜（オレたちもうそうぞく せきねつとむのあたまのなか）は、2007年秋よりJFNC制作によりJFN系列局で放送されているラジオ番組。放送局などの番組表によっては、「関根勤の頭の中」とだけ表記されることもある。
関根勤がメインパーソナリティを務める、週1回25分間の番組。

## 出演
- 関根勤
- ずん（飯尾和樹、やす）

## 内容
- リスナーからのお題の投稿に基づき、出演の3人がそのお題に答える形で妄想を展開する。
- オープニングでは毎回、放送を行うシチュエーションを妄想する。

※毎回、曲を2曲かけるが、関根の独断で選曲されることが多い。

## ネット局と放送時間
特記ない限り、2013年4月現在（公式ページのネット局一覧は更新が遅い場合があり、注意が必要）。
| 放送対象地域 | 放送局         | 放送曜日   | 放送時間    | 放送開始時期 |
| ------------ | -------------- | ---------- | ----------- | ------------ |
| 秋田県       | FM秋田         | 毎週土曜日 | 19:30-19:55 |              |
| 福島県       | ふくしまFM     | 毎週木曜日 | 21:30-21:55 |              |
| 大阪府       | FM OSAKA       | 毎週月曜日 | 20:30-20:55 |              |
| 岡山県       | FM岡山         | 毎週日曜日 | 24:30-24:55 |              |
| 大分県       | Air-Radio FM88 | 毎週木曜日 | 21:30-21:55 |              |
| 宮崎県       | JOY FM         | 毎週月曜日 | 21:30-21:55 |              |

### 過去のネット局
| 放送対象地域 | 放送局      | 放送曜日   | 放送時間    | 放送開始時期 | 放送終了時期  |
| ------------ | ----------- | ---------- | ----------- | ------------ | ------------- |
| 青森県       | FM青森      | 毎週土曜日 | 18:30-18:55 | 2009年4月    | 2010年3月27日 |
| 岩手県       | FM岩手      | 毎週金曜日 | 21:30-21:55 |              | 2010年4月2日  |
| 山形県       | Boy-FM      | 毎週土曜日 | 19:30-19:55 |              |               |
| 栃木県       | FM栃木      | 毎週日曜日 | 25:30-25:55 |              | 2011年1月30日 |
| 山口県       | FMY         | 毎週木曜日 | 19:30-19:55 |              |               |
| 徳島県       | FM徳島      | 毎週土曜日 | 8:00-8:25   |              |               |
| 高知県       | Hi-Six      | 毎週日曜日 | 24:00-24:25 |              |               |
| 長崎県       | fm nagasaki | 毎週日曜日 | 24:30-24:55 |              |               |
| 熊本県       | FMK         | 毎週月曜日 | 21:30-21:55 |              |               |

## 備考
- 2008年11月2日、国際武道大学（やすの母校）の学園祭で公開収録を行った（後に2週続けてこの模様を放送）。